# كوري سيرز
كوري سيرز (بالإنجليزية: Corey Sears)‏ هو لاعب كرة قدم أمريكية أمريكي، ولد في 15 أبريل 1973 في سان أنطونيو في الولايات المتحدة.

## وصلات خارجية
- كوري سيرز على موقع مرجع كرة القدم المحترفة.كوم (الإنجليزية)